# Барая хан
Барая хан е хан на Чагатайското ханство и потомък на Чингиз хан. Между 1261 и 1266 година ханството е в междоусобна война. След като Барая идва на власт през 1266 година той стабилизира ханството. Справя се със съперниците му за трона и може да се каже, че от неговото управление Чагатайското ханство може да се нарече и империя.
Умира през 1271 година и е наследен от Туга хан до 1274, а след това от Дула хан.